# Musselshell
Musselshell és una concentració de població designada pel cens dels Estats Units a l'estat de Montana. Segons el cens del 2000 tenia 60 habitants.

## Demografia
Segons el cens del 2000, Musselshell tenia 60 habitants, 28 habitatges, i 22 famílies. La densitat de població era de 9 habitants per km².
Dels 28 habitatges en un 17,9% hi vivien nens de menys de 18 anys, en un 71,4% hi vivien parelles casades, en un 0% dones solteres, i en un 21,4% no eren unitats familiars. En el 21,4% dels habitatges hi vivien persones soles el 7,1% de les quals corresponia a persones de 65 anys o més que vivien soles. El nombre mitjà de persones vivint en cada habitatge era de 2,14 i el nombre mitjà de persones que vivien en cada família era de 2,45.
Per edats la població es repartia de la següent manera: un 16,7% tenia menys de 18 anys, un 0% entre 18 i 24, un 25% entre 25 i 44, un 25% de 45 a 60 i un 33,3% 65 anys o més.
L'edat mediana era de 50 anys. Per cada 100 dones de 18 o més anys hi havia 108,3 homes.
La renda mediana per habitatge era de 23.750 $ i la renda mediana per família de 24.219 $. Els homes tenien una renda mediana de 26.250 $ mentre que les dones 17.500 $. La renda per capita de la població era de 8.501 $. Aproximadament el 17,4% de les famílies i el 23,5% de la població estaven per davall del llindar de pobresa.

## Poblacions més properes
El següent diagrama mostra les poblacions més properes.